# Equazioni dei telegrafisti
Le equazioni dei telegrafisti mettono in relazione tensione e corrente in una linea di trasmissione. Esse si ricavano dal modello delle linee di trasmissione, anch'esso elaborato da Oliver Heaviside intorno al 1880. Questo modello si applica alle linee di trasmissione alle alte frequenze, ma è importante anche nella progettazione di linee per il trasporto di energia in alta tensione. Con questo modello e queste equazioni si riesce a dimostrare che le onde elettromagnetiche possono riflettersi sulla linea, e che vi si possono trovare forme d'onda.

## Le equazioni

Rappresentazione schematica della cella elementare di una linea di trasmissione.

Si schematizza una linea di trasmissione come una serie di celle elementari (come quella in figura). Ognuna di queste celle ha lunghezza infinitesima, ed è composta da L ed R in serie, e C e G in parallelo. 
Esistono notazioni che associano a ogni componente la derivata rispetto alla lunghezza della rispettiva grandezza fisica, a sottolineare che la cella che si sta considerando è un segmento infinitesimo della linea.

### Linea dispersiva
Per semplicità consideriamo una linea di trasmissione nel caso unidimensionale, quindi rettilinea ed infinita. Indichiamo inoltre con R, C e G rispettivamente la resistenza, la capacità e la conduttanza del sistema relative all'unità di lunghezza.

Poniamo x la coordinata iniziale della cella infinitesima di trasmissione, e con (x + dx) la coordinata finale (in pratica x è a monte di tutti gli elementi circuitali, x + dx a valle di tutti): quindi la cella si estende per il tratto infinitesimo dx.

Prima della resistenza R avremo quindi una differenza di potenziale V(x, t), mentre il condensatore di capacità C e la conduttanza G saranno quindi ad una stessa differenza di potenziale V(x + dx), essendo in parallelo.

Scriviamo l'equazione delle maglie per il potenziale:
{\displaystyle V(x,t)-(dx\cdot R)I(x,t)-(dx\cdot L){\frac {\partial I(x,t)}{\partial t}}-V(x+dx,t)=0}
ovvero, dividendo entrambi i membri per dx:
{\displaystyle -{\frac {\partial V(x,t)}{\partial x}}=L{\frac {\partial I(x,t)}{\partial t}}+RI(x,t)}
Possiamo inoltre scrivere una seconda equazione per la carica contenuta nel condensatore:
{\displaystyle dQ=(dx\cdot C)dV=[I(x,t)-I(x+dx,t)-I_{p}]dt}
dove abbiamo indicato con {\displaystyle I_{p}} la corrente che passa nella conduttanza G, detta corrente di perdita, che in particolare vale:
{\displaystyle I_{p}=(dx\cdot G)\cdot V(x+dx,t)}
Otteniamo quindi l'equazione:
{\displaystyle -{\frac {\partial I(x,t)}{\partial x}}=C{\frac {\partial V(x,t)}{\partial t}}+G\cdot V(x,t)}
Abbiamo così due equazioni differenziali accoppiate, che è possibile disaccoppiare ottenendo la seguente, detta equazione del telegrafista:
{\displaystyle {\frac {\partial ^{2}I(x,t)}{\partial x^{2}}}=LC{\frac {\partial ^{2}I(x,t)}{\partial t^{2}}}+(RC+GL){\frac {\partial I(x,t)}{\partial t}}+GR\cdot I(x,t)}
La cui soluzione è della forma:
{\displaystyle I(x,t)=e^{-\gamma x}f(x-vt)}
che possiamo derivare rispetto ad x e ad t:
{\displaystyle {\frac {\partial I(x,t)}{\partial x}}=-\gamma e^{-\gamma x}f(x-vt)+e^{-\gamma x}f'(x-vt)}
{\displaystyle {\frac {\partial ^{2}I(x,t)}{\partial x^{2}}}=\gamma ^{2}e^{-\gamma x}f(x-vt)-2\gamma e^{-\gamma x}f'(x-vt)+e^{-\gamma x}f''(x-vt)}
{\displaystyle {\frac {\partial I(x,t)}{\partial t}}=-ve^{-\gamma x}f'(x-vt)}
{\displaystyle {\frac {\partial ^{2}I(x,t)}{\partial t^{2}}}=v^{2}e^{-\gamma x}f''(x-vt)}
le quali, inserite nell'equazione del telegrafista, portano a:
{\displaystyle \gamma ^{2}f-2\gamma f'+f''=v^{2}LCf''-v(RC+GL)f'+GRf}
Imponiamo ora che non ci sia dispersione, ovvero che la velocità di fase v sia la stessa per tutti i segnali; possiamo così imporre il seguente sistema, affinché l'uguaglianza di cui sopra sia risolta:
{\displaystyle {\begin{cases}v^{2}={\frac {1}{LC}}\\\gamma ^{2}=GR\\-2\gamma =-v(RC+GL)\end{cases}}}
e manipolando la terza si ottiene:
{\displaystyle 2{\frac {\gamma }{v}}=RC+GL}
da cui sostituendo la seconda equazione del sistema:
{\displaystyle RC+GL=2{\sqrt {(RC)(GL)}}}
e l'unica possibilità che l'eguaglianza di cui sopra sia verificata è la seguente:
{\displaystyle RC=GL}
quest'ultima viene detta condizione di Heaviside, valida per linee di trasmissione senza distorsione.

### Linea di trasmissione
Consideriamo invece una linea di trasmissione caratterizzata da valori di resistenza (longitudinale) e conduttanza (trasversa) molto bassi. Una linea di questo genere è composta di due buoni conduttori ben isolati elettricamente. Possiamo quindi rappresentare la linea con una struttura ideale, senza perdite. In questo caso il comportamento della linea è subordinato completamente agli effetti del campo magnetico (e delle sue variazioni) sull'induttanza e la capacità presenti.
Per le ipotesi assunte i valori di R e G sono trascurabili, per cui:
{\displaystyle {\frac {\partial V(z,t)}{\partial z}}=-L{\frac {\partial I(z,t)}{\partial t}}}
{\displaystyle {\frac {\partial I(z,t)}{\partial z}}=-C{\frac {\partial V(z,t)}{\partial t}}}
dove z è la direzione di propagazione, t il tempo, L e C sono rispettivamente l'induttanza e la capacità per unità di lunghezza. 
Da esse si ricava che:
{\displaystyle {\frac {\partial ^{2}V(z,t)}{{\partial z}^{2}}}=LC{\frac {\partial ^{2}V(z,t)}{{\partial t}^{2}}}}
{\displaystyle {\frac {\partial ^{2}I(z,t)}{{\partial z}^{2}}}=LC{\frac {\partial ^{2}I(z,t)}{{\partial t}^{2}}}}
Nel caso di regime sinusoidale si riducono nelle seguenti:
{\displaystyle {\frac {d^{2}V(z)}{dz^{2}}}+\beta ^{2}V(z)=0}
{\displaystyle {\frac {d^{2}I(z)}{dz^{2}}}+\beta ^{2}I(z)=0}
dove, essendo {\displaystyle \omega } la frequenza angolare dell'onda stazionaria,
{\displaystyle \beta =\omega {\sqrt {LC}}}